# Per Kjærgaard
Per Kjærgaard, né le 31 janvier 1955, est un skipper danois.

## Carrière
Per Kjærgaard participe aux Jeux olympiques de 1980 à Moscou et remporte la médaille d'argent dans l'épreuve du Tornado.